# ネクター
ネクター(nectar) は、果実をすり潰して作られるソフトドリンクで、一般的な清涼飲料水とは異なり、非常に濃厚な味わいを持つ飲料である。日本では森永製菓の商標であったが、同社が業界発展のために商標運営を一般社団法人日本果汁協会に一任、今日では森永製菓以外のメーカーからも同種の製品が発売されている。一般名称としては果実飲料（一般的な果汁ジュースを含む）のうちの果肉飲料。

## 語源
語源はギリシア神話におけるネクタル（神々の飲み物）とされる。

## 概要
1940年（昭和15年）ごろ、缶詰製造会社の四ッ菱食品がピーチネクターを試作し商品化を試みたという記録があり、これが日本におけるネクター製造の最も古いものと思われる。
最初に商品化されたものは1961年（昭和36年）の明治製菓・ピーチネクターである。しかしこれは桃缶製造の際に発生する果肉の切れ端をピューレにし、砂糖、酸味料などを加えて調整したもので、あまり売れなかったと言われる。
1964年、不二家と森永製菓は果肉ピューレ（果実由来の不溶性固形物）45%で砂糖などもふんだんに使用した飲み物としてピーチネクターを発売した。当時は果汁を全く含まず人工甘味料や合成着色料を使用した製品も多い中にあって、一際甘く、また果汁も多い同製品は、高級感のあるソフトドリンクとして受け入れられた。
なお商標の出願は1960年に森永製菓からなされており、商品の前に商標だけが存在している事になる。
これの原型は1933年（昭和8年）ごろに森永製菓が販売していたペースト状の果肉の入った缶詰・『天然果汁クラッシュジュース』であると思われる。

### ネクターと名乗れる条件
以前はJAS規格とも下記の規格が存在した。2006年（平成18年）以降本規格は抹消されたが、それ以前の商品イメージもあり一般社団法人日本果汁協会としては下記規格をネクターと認め得る条件として推奨している。
- 果肉（細かくすり潰したピューレ状の物）を一定量以上含む
  - オレンジ（ミカン、ナツミカン）、和ナシで50%以上
  - イチゴ、カキ、アンズ、パパイア、マンゴー、キウイフルーツ、西洋ナシで40%以上
  - モモ、リンゴで30%以上
  - バナナ、ウメ、グアバで20%以上

このため海外から輸入されているネクターの中には、上記の基準を満たさないために、日本国内では「～％果汁入り飲料」という名称で販売されているものもある。

### 一般名称としてのネクター
後に同商標が一定基準を満たす製品に利用できるようになると、複数メーカーから同種の飲料が多数販売されるようになるが、それらのメーカーは以下の通り。
- 不二家 - 「不二家ネクター」の名称で展開。
- UCC上島珈琲
- ダイドードリンコ - かつて一時期発売していたことがあった。近年、現行商品として「復刻堂」ブランド内の商品で展開。
- ヤクルト本社
- キッコーマン - 「デルモンテ」ブランドで展開、同項も参照。
- 味の素
- ポッカサッポロフード&ビバレッジ - 不二家・明治と販売提携。
- サントリー
- 日本サンガリアベバレッジカンパニー
- 明治乳業（現明治） - 不二家・ポッカサッポロと販売提携。
- 宝酒造（酒類の缶チューハイにも転用）
- 全国農協直販

など

## 動向
同飲料は発売以降1980年代に入るまで、果汁が多く含まれている高級感のある缶入り飲料として、森永製菓の売上にも大いに貢献した。その後は、従来の舌を楽しませる清涼飲料水よりも、喉の渇きを癒す清涼飲料水が好まれるようになったため、ネクターの消費は落ち込んでいった。
一方で、甘い物が好きな幼児や、果肉が濃厚に含まれることや食物繊維が多いという理由で愛飲する向きもあり、根強い人気がある。
1990年代にはネクターにアルコール飲料を加えた缶チューハイ（焼酎カクテル）も登場し、口当たりが良いとして若い世代を中心に人気がある。